# Krister Holm
Krister Holm född 27 juni 1972, är en svensk lagledare i ishockey och före detta ishockeyspelare. Holm är sedan säsongen 2006/2007 målvaktstränare i Skellefteå AIK.
Holm är även skådespelare känd från Sune i Grekland.